# Gus-Chrustalnyj
Gus-Chrustalnyj (rusky Гусь-Хруста́льный, česky Křišťálová husa) je město ve Vladimirské oblasti Ruské federace. Leží na řece Gusi, levém přítoku Oky, 63 kilometrů jižně od Vladimiru a zhruba 200 kilometrů na východ od Moskvy. V roce 2021 mělo 51 998 obyvatel.

## Geografie
Gus-Chrustalnyj patří k městům Zlatého kruhu Ruska. Leží na řece Gus.

## Historie

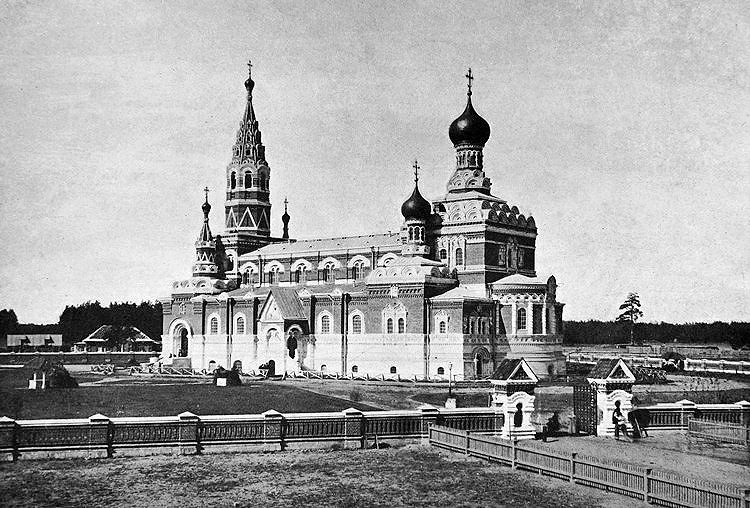
Kostel sv. Jiří před rokem 1917

Sklářská osada tohoto jména se poprvé připomíná roku 1756, kdy se zde začaly produkovat výrobky z olovnatého skla. Lisované stolní sklo se průmyslově vyrábělo po celé 19. století. Označení obce Gus (husa) bylo převzato ze stejnojmenné řeky. Po polovině 19. století byla zavedena železniční přípojka a založena textilní továrna. V roce 1904 zde sklářský podnikatel Jurij Nečev Malcov dal vybudovat Georgijevský kostel v novoruském stylu se dvěma věžemi a bohatou vnitřní výzdobou. Statut města získal Gus-Chrustalnyj až v roce 1931.

## Památky
- Kostel sv. Jiří - v novoruském stylu, vysvěcen roku 1904, uvnitř secesní malba Posledního soudu: Viktor Vasněcov, mozaiku na jižním portálu vytvořil Vladimír Alexandrovič Frolov; kostel byl odsvěcen po roce 1917, ve válce pobořeny a strženy obě věže; nyní slouží jako muzeum skla.

## Rodáci
- Sergej Korsakov (1854–1900) ruský psychiatr, zakladatel diagnostiky a léčby alkoholismu

## Galerie

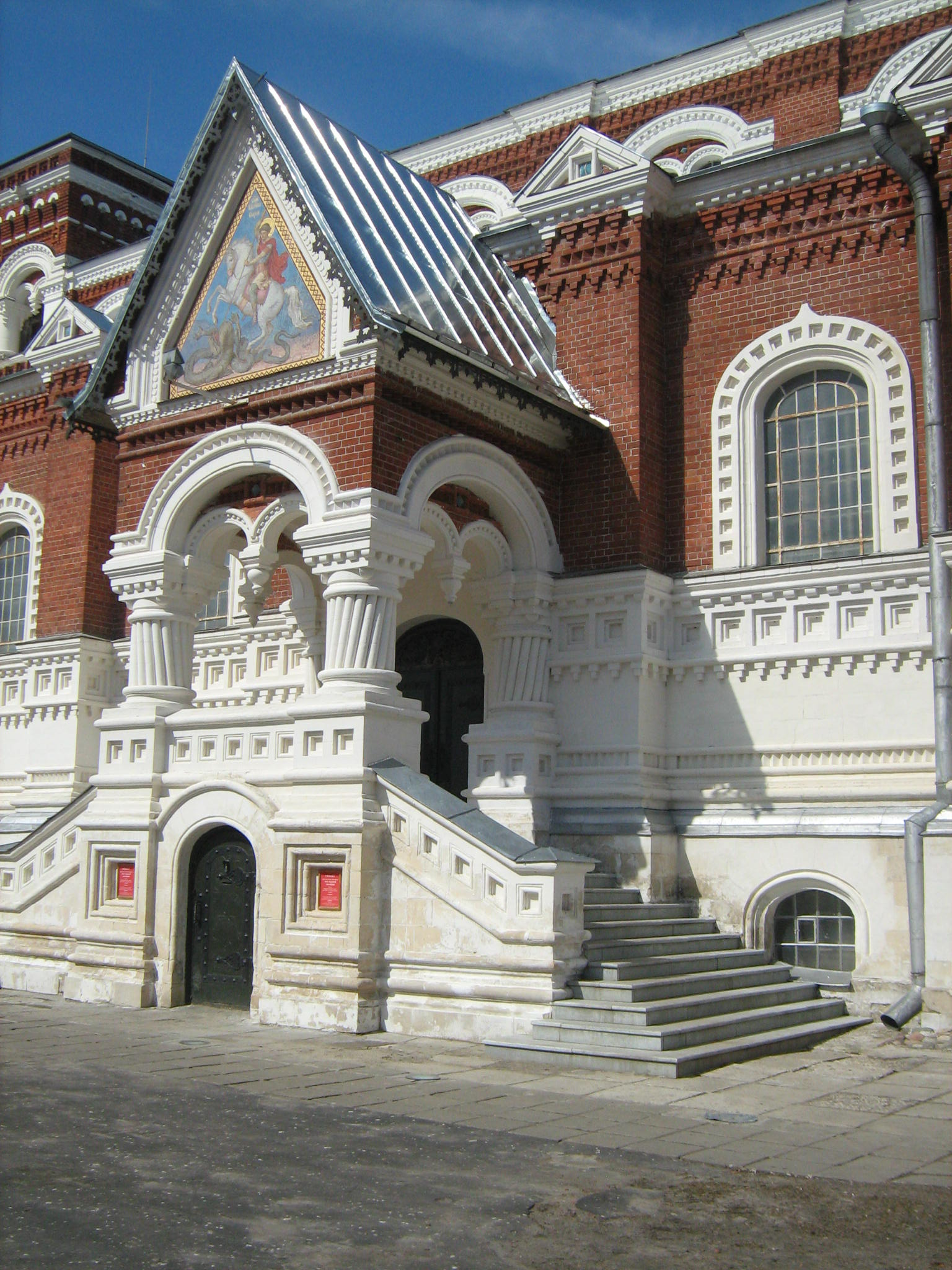
Jižní portál kostela
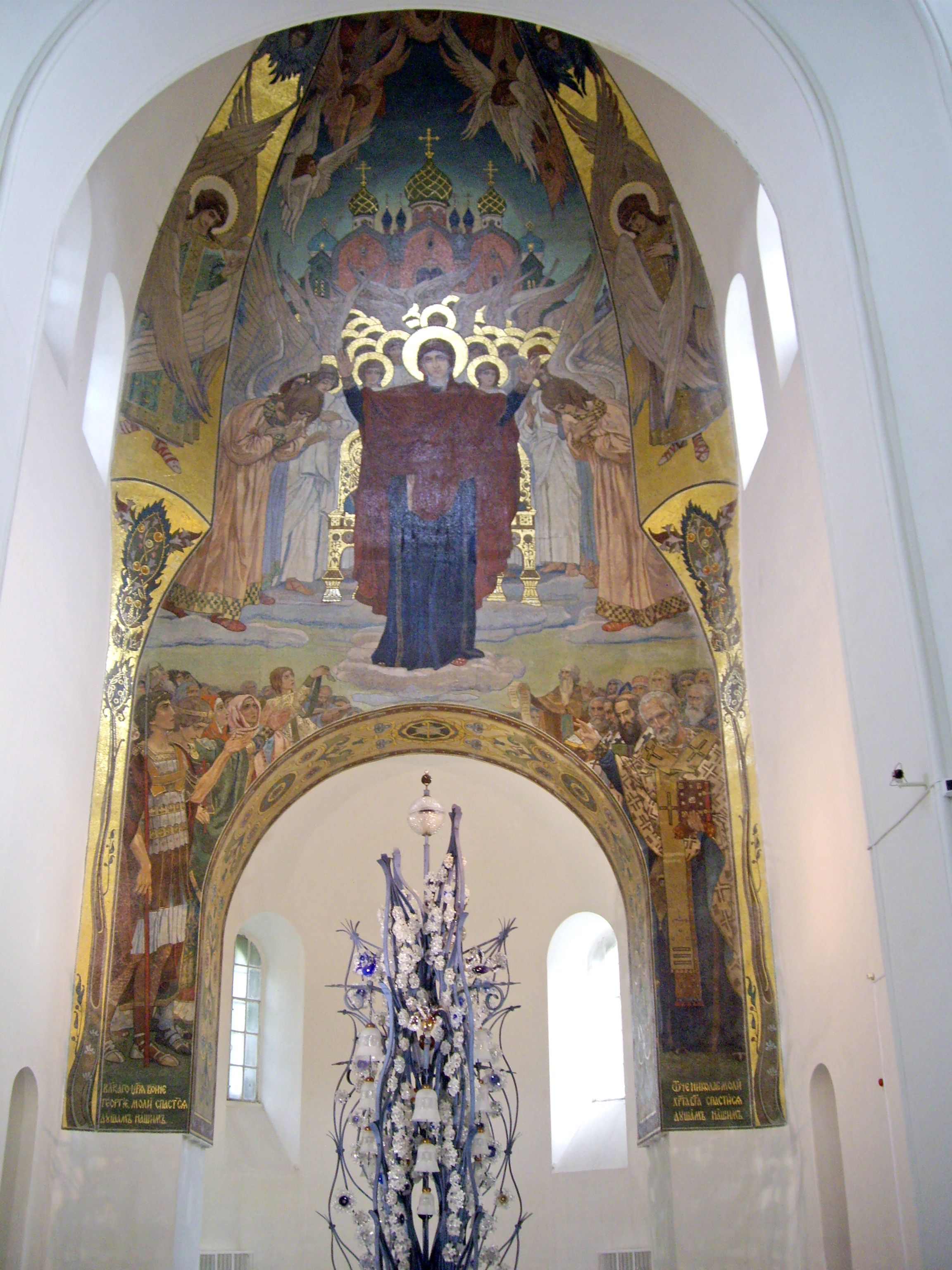
Vasněcovova malba oltáře
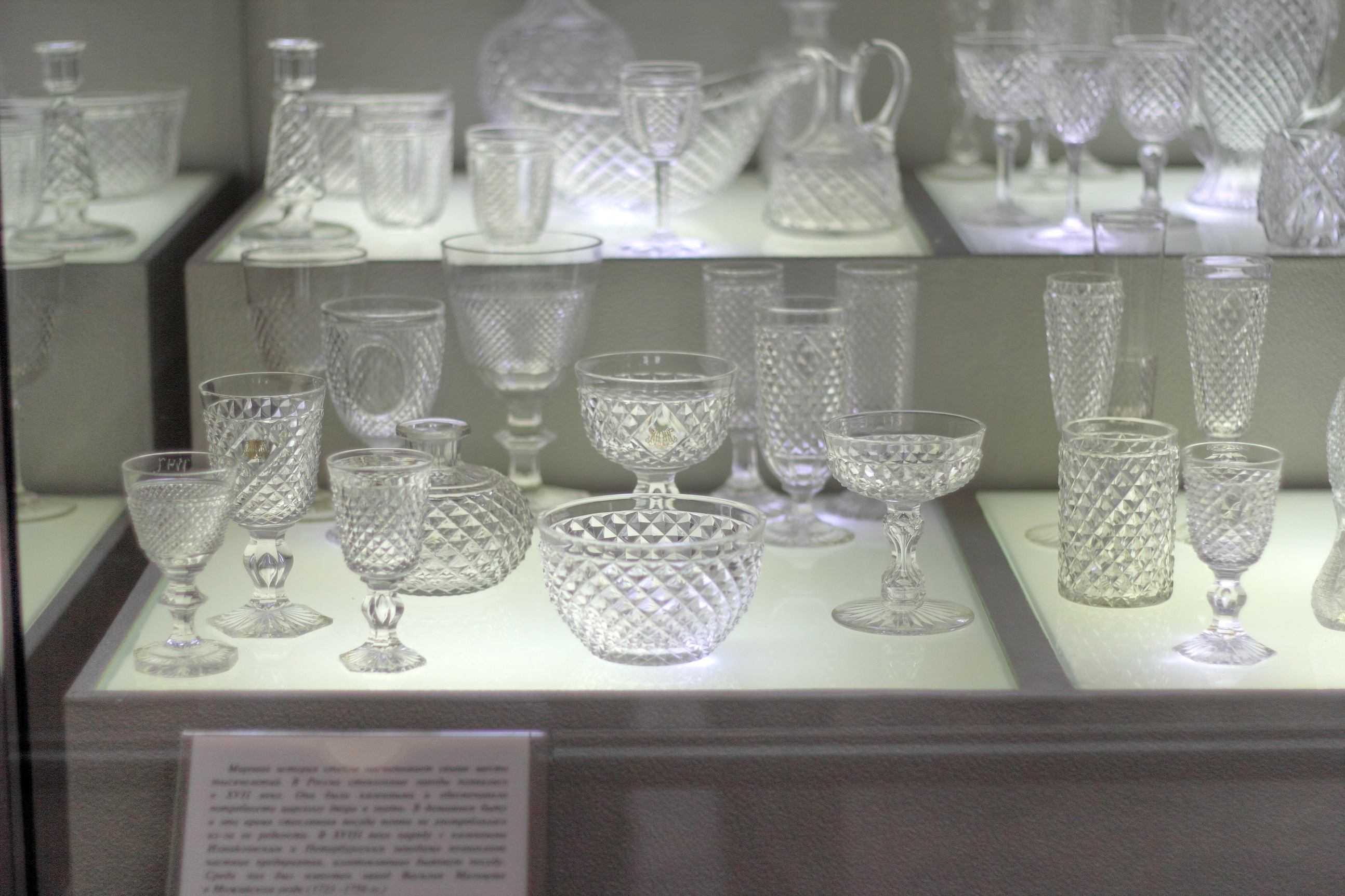
Lisované sklo z 19. století
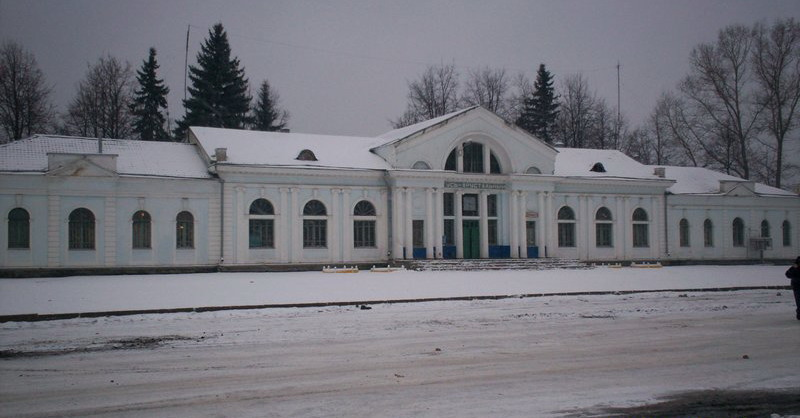
Nádraží